# انتخابات الرئاسة الإيطالية 2022
أُجريت انتخابات الرئاسة الإيطالية لعام 2022 في إيطاليا في الفترة من 24 إلى 29 يناير 2022. حيث جرى انتخاب رئيس إيطاليا من قِبل جمعية مشتركة مكونة من أعضاء البرلمان ومجلس الشيوخ وممثلي الأقاليم. استمرت الانتخابات لعدة أيام، وأسفرت عن إعادة انتخاب الرئيس الحالي سيرجيو ماتاريلا لولاية ثانية بعد حصوله على 759 صوتًا من 1009 صوتًا في الاقتراع الثامن.
كان ماتاريلا قد رفض في البداية الترشح لفترة ولاية ثانية. إلا أنه وافق في 29 يناير بعد طلب معظم قادة الأحزاب وكذلك رئيس وزراء إيطاليا ماريو دراجي قبول ترشيحهم له لولاية أخرى. كان ماتاريلا قد تلقى بالفعل دعمًا كبيرًا ومتزايدًا في عدة جولات من التصويت، حيث حصل على 125 صوتًا في الاقتراع الثالث، و166 صوتًا في الاقتراع الرابع، و336 صوتًا في الاقتراع السادس، و387 صوتًا في الاقتراع السابع. وبعد إعادة انتخابه أصبح ثاني رئيس يخدم لفترتين بعد الرئيس السابق جورجو نابوليتانو.
شهدت هذه الانتخابات عددًا كبيرًا من مرات الاقتراع (8 مرات)، إذ تأتي بعد انتخابات عام 1992 عندما جرى انتخاب أوسكار لويجي سكالفارو في الاقتراع السادس عشر.

## خلفية
جرى انتخاب الرئيس الحالي، سيرجيو ماتاريلا، في عام 2015 من قِبل البرلمان والممثلين الإقليميين. كان ماتاريلا مدعومًا من قِبل رئيس الوزراء آنذاك وزعيم الحزب الديمقراطي (PD) ماتيو رينزي. أدت نتيجة الاستفتاء الدستوري لعام 2016 إلى استقالة رينزي وتشكيل حكومة جنتيلوني.
في عام 2018، أسفرت الانتخابات العامة عن وجود برلمان معلق، وتشكيل حكومة كونتي الأولى بدعم من تحالف بين حركة النجوم الخمسة (M5S) ورابطة الشمال بقيادة ماتيو سالفيني.
في أغسطس 2019، بعد 14 شهرًا من بدء الحكومي، سحب سالفيني دعمه للحكومة. وفي 5 سبتمبر، تمكن رئيس الوزراء جوزيبي كونتي من تشكيل حكومته الثانية، والتي حصلت على دعم من تحالف بين M5S وPD. منذ بداية عام 2020، كان على الحكومة الجديدة مواجهة وباء كورونا، الذي تسبب في وفاة أكثر من 100 ألف شخص في إيطاليا حتى يونيو 2021.
في سبتمبر 2020، أجرت إيطاليا استفتاءً دستوريًا، أكد خفض عدد مقاعد البرلمان من 630 إلى 400 في مجلس النواب ومن 315 إلى 200 في مجلس الشيوخ.
في يناير 2021، ألغى حزب إيطاليا حية الذي ينتمي إليه رينزي دعمه لحكومة كونتي الثانية. ودفعت الأزمة السياسية اللاحقة والأزمة الصحية المستمرة بسبب وباء كورونا إلى تشكيل حكومة وحدة وطنية بقيادة رئيس البنك المركزي الأوروبي السابق ماريو دراجي.
في 14 يناير 2022، أعرب قادة أحزاب يمين الوسط عن استعدادهم لترشيح رئيس الوزراء السابق سيلفيو برلسكوني.
في 22 يناير 2022، أعلن سيلفيو برلسكوني سحب ترشيحه.

## الإجراءات
وفقًا لدستور إيطاليا، تُجرى الانتخابات في شكل اقتراع سري، حيث يحق لـ 321 عضوًا في مجلس الشيوخ و630 نائبًا في مجلس النواب و58 ممثلًا إقليميًا التصويت. حيث يكون لكل منطقة من المناطق العشرين ثلاثة ممثلين، باستثناء وادي أوستا الذي سيكون له ممثل واحد فقط.، وتُجرى الانتخابات في Palazzo Montecitorio، مقر مجلس النواب. تتطلب عمليات الاقتراع الثلاثة الأولى أغلبية ثلثي المصوتين البالغ عددهم 1009 لانتخاب الرئيس، أي 673 صوتًا. بدءًا من الاقتراع الرابع، يلزم الحصول على الأغلبية المطلقة للمرشحين للانتخاب، أي 505 صوتًا. ويستمر الرئيس لمدة سبع سنوات.
يرأس الانتخابات رئيس مجلس النواب روبرتو فيكو، الذي يباشر الفرز العام للأصوات، إضافة إلى رئيس مجلس الشيوخ إليزابيتا كاسيلاتي. ذكر فيكو أنه سييقوم بالإعلان عن لقب المرشح المكتوب على كل بطاقة اقتراع فقط أثناء عد الأصوات، متجاهلاً أي أسماء أو ألقاب إضافية. يُنظر إلى هذا الإجراء على أنه تحرك لمواجهة إستراتيجية برلسكوني، والتي ورد أنها تضمنت جعل مؤيديه يضعون علامات على أوراق الاقتراع بطرق يمكن التعرف عليها.
بدأت العملية الانتخابية في 24 يناير 2022.

### شروط الأهلية
شروط الأهلية الواردة في الفقرة الأولى من المادة 84 من الدستور، هي:
- أن يحمل المتقدم الجنسية الإيطالية ؛
- أن يبلغ سن الخمسين ؛
- أن يتمتع بالحقوق المدنية والسياسية.

## المرشحون المقترحون
تم تقديم هؤلاء المرشحون رسمياً لمنصب الرئيس وتم التصويت لهم لمرة واحدة على الأقل من الأحزاب أو التحالفات أو المجموعات البرلمانية التي شاركت في الانتخابات.

### الرئيس المنتخب
| صورة              | الاسم                         | الحزب | الحزب | المنصب/المناصب | منطقة الولادة | المهنة | مدعوم من حزب/تحالف                                         | المراجع |
| ----------------- | ----------------------------- | ----- | ----- | --- | ------------- | ------ | ---------------------------------------------------------- | ------- |
| Sergio Mattarella | سيرجيو ماتاريلا (مواليد 1941) |       | مستقل | رئيس إيطاليا (2015–الآن) مناصب أخرى - قاضي في المحكمة الدستورية الإيطالية (2011–2015) - وزير الدفاع الإيطالي ‏ (1999–2001) - نائب رئيس مجلس الوزراء الإيطالي ‏ (1998–1999) - وزير التعليم الإيطالي ‏ (1989–1990) - وزير العلاقات البرلمانية الإيطالي ‏ (1987–1989) - عضو في مجلس النواب (1983–2008) | صقلية         | محاماة | M5S • Lega • PD • FI • IV • CI ‏ • LeU ‏ • Aut ‏ • Az ‏ • +Eu ‏ | [ 21 ]  |

### باقي المرشحين
| صورة           | الاسم                        | الحزب | الحزب | المنصب/المناصب | منطقة الولادة | المهنة   | مدعوم من حزب/تحالف | المراجع |
| -------------- | ---------------------------- | ----- | ----- | --- | ------------- | -------- | ------------------ | ------- |
| Nino Di Matteo | نينو دي ماتيو ‏ (مواليد 1961) |       | مستقل | عضو في المجلس الأعلى للقضاء ‏ (2019–الآن) مناصب أخرى - رئيس الرابطة الوطنية للقضاة في باليرمو (2012–الآن)                                       | صقلية         | رجل قضاء | Alternativa ‏       | [ 22 ]  |
| Carlo Nordio   | كارلو نورديو ‏ (مواليد 1947)  |       | مستقل | نائب المحامي العام للبندقية (حتى 2017) باقي المناصب - مستشار الجنة البرلمانية للإرهاب (1997-2001) - رئيس لجنة تعديل قانون العقوبات (2002-2006) | فينيتو        | رجل قضاء | FdI                | [ 25 ]  |

### المرشحون المنسحبون
| صورة                 | الاسم                                 | الحزب | الحزب                   | المنصب/المناصب | منطقة الولادة  | المهنة      | مدعوم من حزب/تحالف                    | المراجع       |
| -------------------- | ------------------------------------- | ----- | ----------------------- | --- | -------------- | ----------- | ------------------------------------- | ------------- |
|                      | ماركو كاباتو ‏ (مواليد 1971)           |       | الراديكاليون الإيطاليون | رئيس الراديكاليون الإيطاليون (2015–2016) باقي المناصب - أمين صندوق جمعية لوكا كوشيوني ‏ (2011–الآن) - عضو مجلس مدينة ميلان ‏ (2011–2016) - أمين جمعية لوكا كوشيوني ‏ (2004–2011) - عضو في البرلمان الأوروبي (2006–2009; 1999–2004) - عضو في مجلس النواب (2006) | لومبارديا      | نشاطية      | FacciamoEco ‏                          | [ 26 ]        |
| Marta Cartabia       | مارتا كارتابيا (مواليد 1963)          |       | مستقلة                  | وزير العدل الإيطالي ‏ (2021–الآن) باقي المناصب - رئيس المحكمة الدستورية الإيطالية ‏ (2019–2020) - نائب رئيس المحكمة الدستورية الإيطالية (2014–2019) - قاضي في المحكمة الدستورية الإيطالية (2011–2020)                                                         | لومبارديا      | أستاذ جامعي | Az ‏ • +Eu ‏                            | [ 27 ]        |
| Elisabetta Casellati | إليزابيتا كاسيلاتي ‏ (مواليد 1946)     |       | فورزا إيطاليا           | رئيس مجلس الشيوخ ‏ (2018–الآن) باقي المناصب - عضو في مجلس الشيوخ (1994–1996; 2001–2014; 2018–الآن) - عضو في المجلس الأعلى للقضاء ‏ (2014–2018) - معاون وزير العدل (2008–2011) - معاون وزير الصحة (2004–2006)                                                  | فينيتو         | محامي       | Lega • FI • FdI • CI ‏                 | [ 28 ]        |
| Marta Cartabia       | بيير فيرديناندو كاسيني ‏ (مواليد 1955) |       | وسطيون من أجل أوروبا ‏   | رئيس مجلس النواب ‏ (2001–2006) باقي المناصب - عضو في مجلس الشيوخ (2013–الآن) - قائد وسطيون من أجل أوروبا ‏ (2016–الآن) - عضو مجلس النواب (1983–2013) - قائد اتحاد الوسطيون ‏ (2002–2016) - أمين الوسط المسيحي الديمقراطي ‏ (1994–2001)                          | إميليا-رومانيا | سياسي       | للحكم الذاتي ‏                         | [ 29 ]        |
| Guido Crosetto       | غويدو كروسيتو (مواليد 1963)           |       | إخوة إيطاليا            | عضو مجلس النواب (2001–2013; 2018–2019) باقي المناصب - منسق إخوة إيطاليا (2013–2014; 2018–الآن) - رئيس إخوة إيطاليا (2012–2013) - معاون وزير الدفاع (2008–2011)* عمدة مارين (1990–2004)                                                                      | بييمونتي       | رائد أعمال  | FdI                                   | [ 30 ]        |
| Paolo Maddalena      | باولو مادالينا ‏ (مواليد 1936)         |       | مستقل                   | نائب رئيس المحكمة الدستورية الإيطالية (2010–2011) باقي المناصب - قاضي في المحكمة الدستورية الإيطالية (2002–2011) | كامبانيا       | رجل قضاء    | Alternativa ‏ • PC ‏ • IdV ‏ • Italexit ‏ | [ 31 ] [ 32 ] |
| Luigi Manconi        | لويجي مانكوني ‏ (مواليد 1948)          |       | الحزب الديمقراطي        | عضو مجلس الشيوخ (1994–2001; 2013–2018) باقي المناصب - رئيس اللجنة الخاصة لحماية وتعزيز حقوق الإنسان (2013–2018) | سردينيا        | أستاذ جامعي | SI ‏ • EV ‏                             | [ 34 ] [ 35 ] |
| Letizia Moratti      | ليتيزيا موراتي (مواليد 1949)          |       | مستقل                   | نائب رئيس لومبارديا (2021–الآن) باقي المناصب - مقيّم رعاية لومباردي (2021–الآن) - عمدة ميلان ‏ (2006–2011) - وزير التعليم العام الإيطالي ‏ (2001–2006) | لومبارديا      | رائدة أعمال | Lega • FI • FdI • CI ‏                 | [ 37 ]        |
| Luigi Manconi        | مارسيلو بيرا ‏ (مواليد 1943)           |       | مستقل                   | رئيس مجلس الشيوخ ‏ (2001–2006) باقي المناصب - عضو في مجلس الشيوخ (1996–2013) | توسكانا        | فيلسوف      | Lega • FI • FdI • CI ‏                 | [ 37 ]        |

## الجمعية الانتخابية
جرى الإعلان عن الناخبين لكل مجموعة برلمانية (بما في ذلك المندوبين الإقليميين) قبل الانتخابات. والجدول التالي يبين التوزيع الحزبي للمصوتين في الانتخابات:
| حزب   | حزب                 | مجلس النواب | مجلس الشيوخ | الممثلين الإقليميين | مجموع المصوتين | % من الكل |
| ----- | ------------------- | ----------- | ----------- | ------------------- | -------------- | --------- |
|       | حركة النجوم الخمسة  | 157         | 73          | 4                   | 234            | 23.2      |
|       | رابطة الشمال        | 133         | 64          | 15                  | 212            | 21.0      |
|       | الحزب الديمقراطي    | 95          | 39          | 20                  | 155            | 15.4      |
|       | فورزا إيطاليا - UDC | 78          | 52          | 10                  | 134            | 13.2      |
|       | إخوة إيطاليا        | 37          | 21          | 6                   | 63             | 6.3       |
|       | إيطاليا حية         | 29          | 15          | 0                   | 43             | 4.3       |
|       | شجاعة إيطاليا ‏      | 22          | 9           | 1                   | 31             | 3.1       |
|       | أحرار ومتساوون ‏     | 12          | 6           | 0                   | 18             | 1.8       |
|       | مجموعة مختلطة       | 65          | 42          | 2                   | 109            | 10.8      |
| مجموع | مجموع               | 630         | 321         | 58                  | 1009           | 100.0     |

## النتائج

### الاقتراع الأول (24 يناير)
وفقا للدستور فإنه يتعين الحصول على أغلبية الثلثين البالغة 672 صوتًا للفوز في الاقتراع الأول. نظرًا لأن أغلبية الثلثين نفسها تركت أوراق الاقتراع فارغة وفقًا لتعليمات الحزب، لم يتمكن أي مرشح من الحصول على أغلبية الثلثين المطلوبة. لذلك، تقرر إجراء تصويت آخر في 25 يناير.
| المرشح                             | المرشح                 | الحزب                                 | الأصوات |
| ---------------------------------- | ---------------------- | ------------------------------------- | ------- |
|                                    | باولو مادالينا         | مستقل                                 | 36      |
|                                    | سيرجيو ماتاريلا        | مستقل                                 | 16      |
|                                    | مارتا كارتابيا         | مستقل                                 | 9       |
|                                    | سيلفيو برلسكوني        | فورزا ايطاليا                         | 7       |
|                                    | روبرتو كاسينيلي        | فورزا ايطاليا                         | 7       |
|                                    | انطونيو تاسو           | الحركة النقابية للإيطاليين في الخارج ‏ | 7       |
|                                    | جويدو دي مارتيني       | رابطة الشمال                          | 7       |
|                                    | أومبرتو بوسي           | رابطة الشمال                          | 7       |
|                                    | إتوري روساتو           | إيطاليا حية                           | 6       |
|                                    | ماركو كاباتو           | الراديكاليون الإيطاليون               | 5       |
|                                    | سيزار بياناسو          | رابطة الشمال                          | 4       |
|                                    | برونو فيسبا            | مستقل                                 | 4       |
|                                    | انزو أليا              | إيطاليا حية                           | 3       |
|                                    | ماريا تيريزا بالديني   | إيطاليا حية                           | 3       |
|                                    | إليزابيتا بيلوني       | مستقل                                 | 3       |
|                                    | بيير لويجي برساني      | المادة الأولى ‏                        | 3       |
|                                    | جورجيو لاورو           | مستقل                                 | 3       |
|                                    | كلاوديو لوتيتو         | فورزا إيطاليا                         | 3       |
|                                    | فرانشيسكو روتيلي       | مستقل                                 | 3       |
|                                    | كلاوديو سابيلي فيوريتي | مستقل                                 | 3       |
|                                    | أميديو سيباستياني      | مستقل                                 | 3       |
|                                    | جوليانو أماتو          | مستقل                                 | 2       |
|                                    | ألبرتو أنجيلا          | مستقل                                 | 2       |
|                                    | ماريا البرتي ‏          | فورزا إيطاليا                         | 2       |
|                                    | بيير فيرديناندو كاسيني | وسطيون من أجل أوروبا ‏                 | 2       |
|                                    | جوزيبي كونتي           | حركة النجوم الخمسة                    | 2       |
|                                    | جيانلوكا دي فازيو      | مستقل                                 | 2       |
|                                    | جيانكارلو جيورجيتي     | رابطة الشمال                          | 2       |
|                                    | إرمانو ليو             | مستقل                                 | 2       |
|                                    | أنطونيو مارتينو        | فورزا إيطاليا                         | 2       |
|                                    | أوغو ماتي              | مستقل                                 | 2       |
|                                    | جوزيبي موليز           | فورزا إيطاليا                         | 2       |
|                                    | كلاوديو نورديو         | مستقل                                 | 2       |
|                                    | باولو سياني            | الحزب الديمقراطي                      | 2       |
|                                    | آخرون                  | آخرون                                 | 88      |
| أصوات غير صحيحة                    | أصوات غير صحيحة        | أصوات غير صحيحة                       | 49      |
| أصوات فارغة                        | أصوات فارغة            | أصوات فارغة                           | 672     |
| المصوتون                           | المصوتون               | المصوتون                              | 976     |
| امتنع                              | امتنع                  | امتنع                                 | 0       |
| غائب                               | غائب                   | غائب                                  | 32      |
| المجموع                            | المجموع                | المجموع                               | 1008    |
| المصدر: موقع الانتخابات الإيطالية. |                        |                                       |         |

### الاقتراع الثاني (25 يناير)
جرى الاقتراع الثاني في 25 يناير. ولكن نظرًا لأن أكثر من نصف الناخبين تركوا أوراق اقتراعهم فارغة وفقًا لتعليمات الحزب، وأدلى آخرون بأصوات باطلة، فلم يستطع أي مرشح الحصول على الأغلبية المطلوبة. ولذلك فقد تقرر إجراء تصويت آخر في 26 يناير.
| المرشح   | المرشح                 | الحزب                                       | الأصوات |
| -------- | ---------------------- | ------------------------------------------- | ------- |
|          | باولو مادالينا         | مستقل                                       | 39      |
|          | سيرجيو ماتاريلا        | مستقل                                       | 39      |
|          | رينزو توندو            | نحن مع إيطاليا ‏                             | 18      |
|          | روبرتو كاسينيلي        | فورزا إيطاليا                               | 17      |
|          | إتوري روساتو           | إيطاليا حية                                 | 14      |
|          | أومبرتو بوسي           | رابطة الشمال                                | 12      |
|          | مارتا كارتابيا         | مستقل                                       | 8       |
|          | جيانكارلو جيورجيتي     | رابطة الشمال                                | 8       |
|          | لويجي مانكوني          | الحزب الديمقراطي                            | 8       |
|          | سيلفيو برلسكوني        | فورزا إيطاليا                               | 7       |
|          | جوزيبي موليز           | فورزا إيطاليا                               | 7       |
|          | بيير لويجي برساني      | المادة الأولى ‏                              | 6       |
|          | سيرافينو جينيروسو      | مستقل                                       | 6       |
|          | نيكولا جراتيري         | مستقل                                       | 6       |
|          | سيزار بياناسو          | رابطة الشمال                                | 5       |
|          | ستيفانو بانديتشي       | مستقل                                       | 4       |
|          | ماركو كاباتو           | الراديكاليون الإيطاليون                     | 4       |
|          | جيان ماركو شيوتشي      | مستقل                                       | 4       |
|          | روبرتو ديبيازا         | فورزا إيطاليا                               | 4       |
|          | ماريو دراجي            | مستقل                                       | 4       |
|          | إنريكو روجيري          | مستقل                                       | 4       |
|          | أوجينيو سانجريجوريو    | اتحاد أمريكا الجنوبية للمهاجرين الإيطاليين ‏ | 4       |
|          | ألبرتو أنجيلا          | مستقل                                       | 3       |
|          | ماريا تيريزا بالديني   | إيطاليا حية                                 | 3       |
|          | إليزابيتا بيلوني       | مستقل                                       | 3       |
|          | ماريا البرتي ‏          | فورزا إيطاليا                               | 3       |
|          | جورجيو لاورو           | مستقل                                       | 3       |
|          | جوليو بروسبريتي        | مستقل                                       | 3       |
|          | فرانشيسكو روتيلي       | مستقل                                       | 3       |
|          | رافاييل فولبي          | رابطة الشمال                                | 3       |
|          | فولفيو أباتي           | مستقل                                       | 2       |
|          | جوليانو أماتو          | مستقل                                       | 2       |
|          | نيكولا أرمارولي        | مستقل                                       | 2       |
|          | أليساندرو باربيرو      | مستقل                                       | 2       |
|          | بيير فيرديناندو كاسيني | وسطيون من أجل أوروبا ‏                       | 2       |
|          | ميشيل كاتارينيتش       | مستقل                                       | 2       |
|          | جوزيبي شيني            | مستقل                                       | 2       |
|          | ماسيمو جيليتي          | مستقل                                       | 2       |
|          | يوليسيس إاني           | مستقل                                       | 2       |
|          | طوني إيوبي             | رابطة الشمال                                | 2       |
|          | أوغو ماتي              | مستقل                                       | 2       |
|          | سيزار ميرابيلي         | مستقل                                       | 2       |
|          | انطونيو رازي           | فورزا إيطاليا                               | 2       |
|          | كلاوديو سابيلي فيوريتي | مستقل                                       | 2       |
|          | جيانفرانكو سيسكيوني    | مستقل                                       | 2       |
|          | جوليو تريمونتي         | مستقل                                       | 2       |
|          | آخرون                  | آخرون                                       | 128     |
|          |                        |                                             |         |
| باطلة    | باطلة                  | باطلة                                       | 38      |
| فارغة    | فارغة                  | فارغة                                       | 527     |
| المصوتين | المصوتين               | المصوتين                                    | 976     |
| غائب     | غائب                   | غائب                                        | 33      |
| المجموع  | المجموع                | المجموع                                     | 1,009   |
| المصدر:  |                        |                                             |         |

### الاقتراع الثالث (26 يناير)
جرت الجولة الثالثة من الاقتراع في 26 يناير، ولم يستطع أي مرشح الحصول على الأغلبية المطلوبة. لذلك فقد تقرر إجراء تصويت آخر في 27 يناير.
| المرشح                             | المرشح                   | الحزب                   | الأصوات |
| ---------------------------------- | ------------------------ | ----------------------- | ------- |
|                                    | سيرجيو ماتاريلا          | مستقل                   | 125     |
|                                    | جويدو كروسيتو            | إخوة إيطاليا            | 114     |
|                                    | باولو مادالينا           | مستقل                   | 61      |
|                                    | بيير فيرديناندو كاسيني   | وسطيون من أجل أوروبا ‏   | 52      |
|                                    | جيانكارلو جيورجيتي       | رابطة الشمال            | 19      |
|                                    | مارتا كارتابيا           | مستقل                   | 8       |
|                                    | لويجي مانكوني            | الحزب الديمقراطي        | 8       |
|                                    | بيير لويجي برساني        | المادة الأولى ‏          | 7       |
|                                    | أومبرتو بوسي             | رابطة الشمال            | 7       |
|                                    | ماركو كاباتو             | الراديكاليون الإيطاليون | 6       |
|                                    | ماركو دوريا              | مستقل                   | 6       |
|                                    | كليمنتي ماستيلا          | نحن الوسطيون            | 6       |
|                                    | جوزيبي موليز             | فورزا إيطاليا           | 6       |
|                                    | ماريو دراجي              | مستقل                   | 5       |
|                                    | سيلفيو برلسكوني          | فورزا إيطاليا           | 4       |
|                                    | نيكولا جراتيري           | مستقل                   | 4       |
|                                    | إليزابيتا بيلوني         | مستقل                   | 3       |
|                                    | باولو كوريتي             | مستقل                   | 3       |
|                                    | ماريا تيريزا بالديني     | إيطاليا حية             | 2       |
|                                    | ستيفانو بانديتشي         | مستقل                   | 2       |
|                                    | فرانشيسكو كابيلو         | مستقل                   | 2       |
|                                    | أومبرتو ديل باسو دي كارو | الحزب الديمقراطي        | 2       |
|                                    | سيزار بياناسو            | رابطة الشمال            | 2       |
|                                    | جيوفاني سانا             | مستقل                   | 2       |
|                                    | جيانفرانكو سيسكيوني      | مستقل                   | 2       |
|                                    | برونو فيسبا              | مستقل                   | 2       |
|                                    | آخرون                    | آخرون                   | 84      |
|                                    |                          |                         |         |
| باطلة                              | باطلة                    | باطلة                   | 22      |
| فارغة                              | فارغة                    | فارغة                   | 412     |
| المصوتين                           | المصوتين                 | المصوتين                | 978     |
| غائب                               | غائب                     | غائب                    | 31      |
| المجموع                            | المجموع                  | المجموع                 | 1,009   |
| المصدر: موقع الانتخابات الإيطالية. |                          |                         |         |

### الاقتراع الرابع (27 يناير)
في هذا الاقتراع يكفي الحصول على الأغلبية المطلقة (505) صوتًا للفوز. ولكن قرر تحالف يمين الوسط الامتناع عن التصويت، بينما صوَّت يسار الوسط ببطاقات فارغة، وبالتالي لم يستطع أي مرشح الحصول على الأغلبية المطلوبة. لذا فقد تقرر إجراء تصويت آخر في 28 يناير.
| المرشح                             | المرشح                 | الحزب                 | الأصوات |
| ---------------------------------- | ---------------------- | --------------------- | ------- |
|                                    | سيرجيو ماتاريلا        | مستقل                 | 166     |
|                                    | نينو دي ماتيو          | مستقل                 | 56      |
|                                    | لويجي مانكوني          | الحزب الديمقراطي      | 8       |
|                                    | مارتا كارتابيا         | مستقل                 | 6       |
|                                    | ماريو دراجي            | مستقل                 | 5       |
|                                    | جوليانو أماتو          | مستقل                 | 4       |
|                                    | بيير فيرديناندو كاسيني | وسطيون من أجل أوروبا ‏ | 3       |
|                                    | ماريا تيريزا بالديني   | إيطاليا حية           | 2       |
|                                    | إليزابيتا بيلوني       | مستقل                 | 2       |
|                                    | بيير لويجي برساني      | المادة الأولى ‏        | 2       |
|                                    | آخرون                  | آخرون                 | 20      |
|                                    |                        |                       |         |
| باطلة                              | باطلة                  | باطلة                 | 5       |
| فارغة                              | فارغة                  | فارغة                 | 261     |
| ممتنع عن التصويت                   | ممتنع عن التصويت       | ممتنع عن التصويت      | 441     |
| المصوتون                           | المصوتون               | المصوتون              | 981     |
| غائب                               | غائب                   | غائب                  | 28      |
| المجموع                            | المجموع                | المجموع               | 1,009   |
| المصدر: موقع الانتخابات الإيطالية. |                        |                       |         |

### الاقتراع الخامس (28 يناير)
يحتاج المرشح في هذا الاقتراع الحصول على أغلبية مطلقة (505 صوتًا) للفوز. اقترح تحالف يمين الوسط إليزابيتا كاسيلاتي مرشحة له، في حين عارض يسار الوسط ذلك بشدة، وقرر الامتناع عن التصويت. لم يحصل أي مرشح على الأغلبية المطلوبة للفوز، فحُدد موعد تصويت آخر مساء يوم 28 يناير.
| المرشح                             | المرشح                 | الحزب                 | الأصوات |
| ---------------------------------- | ---------------------- | --------------------- | ------- |
|                                    | إليزابيتا كاسيلاتي     | فورزا إيطاليا         | 382     |
|                                    | سيرجيو ماتاريلا        | مستقل                 | 46      |
|                                    | نينو دي ماتيو          | مستقل                 | 38      |
|                                    | سيلفيو برلسكوني        | فورزا إيطاليا         | 8       |
|                                    | مارتا كارتابيا         | مستقل                 | 7       |
|                                    | أنتونيو تاجاني         | فورزا إيطاليا         | 7       |
|                                    | بيير فيرديناندو كاسيني | وسطيون من أجل أوروبا ‏ | 6       |
|                                    | ماريو دراجي            | مستقل                 | 3       |
|                                    | إليزابيتا بيلوني       | مستقل                 | 2       |
|                                    | جوزيف سيزار بيرين      | اتحاد فالدوستان ‏      | 2       |
|                                    | آخرون                  | آخرون                 | 9       |
|                                    |                        |                       |         |
| باطلة                              | باطلة                  | باطلة                 | 9       |
| فارغة                              | فارغة                  | فارغة                 | 11      |
| المصوتون                           | المصوتون               | المصوتون              | 530     |
| ممتنع                              | ممتنع                  | ممتنع                 | 406     |
| غائب                               | غائب                   | غائب                  | 73      |
| المجموع                            | المجموع                | المجموع               | 1,009   |
| المصدر: موقع الانتخابات الإيطالية. |                        |                       |         |

### الاقتراع السادس (28 يناير مساءً)
امتنع تحالف يمين الوسط عن التصويت، بينما صوت يسار الوسط ببطاقات فارغة. تقدم ماتاريلا برصيد 336 صوتًا، لكنه لا يزال أقل بكثير من الأغلبية المطلوبة (505). لذلك تحدد موعد الاقتراع السابع والثامن (إذا لزم الأمر) في الساعة 9:30 صباحًا و4:30 مساءً على التوالي في يوم 29 يناير.
| المرشح   | المرشح                 | الحزب                 | الأصوات |
| -------- | ---------------------- | --------------------- | ------- |
|          | سيرجيو ماتاريلا        | مستقل                 | 336     |
|          | نينو دي ماتيو          | مستقل                 | 41      |
|          | بيير فيرديناندو كاسيني | وسطيون من أجل أوروبا ‏ | 9       |
|          | لويجي مانكوني          | الحزب الديمقراطي      | 8       |
|          | ماريو دراجي            | مستقل                 | 5       |
|          | مارتا كارتابيا         | مستقل                 | 5       |
|          | إليزابيتا بيلوني       | مستقل                 | 4       |
|          | جوليانو أماتو          | مستقل                 | 3       |
|          | إليزابيتا كاسيلاتي     | فورزا إيطاليا         | 2       |
|          | آخرون                  | آخرون                 | 9       |
|          |                        |                       |         |
| باطلة    | باطلة                  | باطلة                 | 4       |
| فارغة    | فارغة                  | فارغة                 | 106     |
| المصوتون | المصوتون               | المصوتون              | 532     |
| ممتنع    | ممتنع                  | ممتنع                 | 445     |
| غائب     | غائب                   | غائب                  | 32      |
| المجموع  | المجموع                | المجموع               | 1,009   |
| المصدر:  |                        |                       |         |

### الاقتراع السابع (29 يناير)
يحتاج المرشح للحصول على أغلبية مطلقة (505 صوتًا) للفوز في هذا الاقتراع السابع. امتنع تحالف يمين الوسط عن التصويت، بينما صوت يسار الوسط ببطاقات فارغة. وتقدم ماتاريلا بأغلبية 387 صوتًا، إلا أنه لا يزال أقل من الأغلبية المطلوبة، فتقرر إجراء الاقتراع الثامن في الساعة 4:30 مساءً في 29 يناير.
| المرشح   | المرشح                 | الحزب                 | الأصوات |
| -------- | ---------------------- | --------------------- | ------- |
|          | سيرجيو ماتاريلا        | مستقل                 | 387     |
|          | كارلو نورديو           | مستقل                 | 64      |
|          | نينو دي ماتيو          | مستقل                 | 40      |
|          | بيير فيرديناندو كاسيني | وسطيون من أجل أوروبا ‏ | 10      |
|          | إليزابيتا بيلوني       | مستقل                 | 8       |
|          | لويجي مانكوني          | الحزب الديمقراطي      | 6       |
|          | مارتا كارتابيا         | مستقل                 | 4       |
|          | ماريو دراجي            | مستقل                 | 2       |
|          | إميليو سكالزو          | مستقل                 | 2       |
|          | آخرون                  | آخرون                 | 9       |
|          |                        |                       |         |
| باطلة    | باطلة                  | باطلة                 | 4       |
| فارغة    | فارغة                  | فارغة                 | 60      |
| المصوتون | المصوتون               | المصوتون              | 596     |
| ممتنع    | ممتنع                  | ممتنع                 | 380     |
| غائب     | غائب                   | غائب                  | 33      |
| المجموع  | المجموع                | المجموع               | 1,009   |
| المصدر:  |                        |                       |         |

### الاقتراع الثامن (29 يناير مساءً)
بعد أن وافق ماتاريلا على عرض رؤساء الأحزاب تأييده لفترة ثانية، حصل على الأغلبية اللازمة وأعيد انتخابه رئيسًا.
| المرشح   | المرشح           | الحزب                   | الأصوات |
| -------- | ---------------- | ----------------------- | ------- |
|          | سيرجيو ماتاريلا  | مستقل                   | 759     |
|          | كارلو نورديو     | مستقل                   | 90      |
|          | نينو دي ماتيو    | مستقل                   | 37      |
|          | سيلفيو برلسكوني  | فورزا إيطاليا (إيطاليا) | 9       |
|          | إليزابيتا بيلوني | مستقل                   | 6       |
|          | ماريو دراجي      | مستقل                   | 5       |
|          | آخرون            | آخرون                   | 39      |
|          |                  |                         |         |
| باطلة    | باطلة            | باطلة                   | 13      |
| فارغة    | فارغة            | فارغة                   | 25      |
| المصوتون | المصوتون         | المصوتون                | 983     |
| ممتنع    |                  |                         |         |
| غائب     | غائب             | غائب                    | 26      |
| المجموع  | المجموع          | المجموع                 | 1,009   |
| المصدر:  |                  |                         |         |

## الملاحظات
1. ↑  في الاقتراع الأول ، كان العدد الكامل للناخبين 1008 بسبب وفاة إنزو فاسانو  [لغات أخرى]‏. ابتداء من الاقتراع الثاني حل مكانه روسيلا سيسا  [لغات أخرى]‏[1]
2. ↑  كان العدد الإجمالي للناخبين في الاقتراع الأول 1008، وكان المطلوب الحصول على أغلبية الثلثين (672 صوت).[2] كان العدد الإجمالي للناخبين في الاقتراعين الثاني والثالث 1009، وكان المطلوب الحصول على أغلبية الثلثين (673 صوتًا). من الاقتراع الرابع أصبح المطلوبة تحقيق الأغلبية المطلقة من أصوات الناخبين البالغ عددهم 1009 ناخب (505 أصوات).[3][4][5]
3. 1 2 3  رشّح تحالف يمين الوسط موراتي ونورديو وبيرا كثلاثة مرشحين محتملين للرئاسة لكنه لم يصوت لهم في أي اقتراع.[36]
4. ↑  في 29 كانون الثاني / يناير ، دعم حزب أخوة إيطاليا نورديو ضد ماتاريلا الذي رشحوه بالتشارك مع أحزاب أخرى.[23]